# Gerry Wolff
Gerald „Gerry“ Wolff (* 23. Juni 1920 in Bremen; † 16. Februar 2005 in Oranienburg) war ein deutscher Schauspieler und Synchronsprecher. Bekannt wurde er als Charakterdarsteller in Film und Fernsehen der DDR sowie nach der Wende in Fernsehserien.

## Biografie
Wolff war der Sohn des Schauspielers Martin Wolff und der Soubrette Grete Lilien. Mit elf Jahren wurde er Vollwaise und wuchs dann bei seiner Großmutter in Berlin-Charlottenburg auf. 1935 emigrierte er wegen seiner jüdischen Herkunft nach England und überlebte dadurch den Holocaust. Mit Kriegsausbruch wurde er als Feindlicher Ausländer auf der Isle of Man interniert. Im Lagertheater stand er zum ersten Mal als Schauspieler auf der Bühne. Noch während des Zweiten Weltkrieges wurde er entlassen und meldete sich als Freiwilliger für den Zivilschutz und arbeitete bis zum Kriegsende als Lektor eines Londoner Verlags. In seiner Freizeit arbeitete er im Chor und der Schauspielgruppe der FDJ in London mit.
1947 kehrte Wolff nach Deutschland zurück und wurde in Ost-Berlin festes Ensemblemitglied am Theater am Schiffbauerdamm (1949) und danach an der neu gegründeten Volksbühne (1956). 1961 wurde er Ensemblemitglied bei der DEFA, bei der er bereits 1951 in einer Nebenrolle in Roman einer jungen Ehe debütierte.
Wolff wurde mit den DEFA-Filmen Nackt unter Wölfen (1963, unter der Regie von Frank Beyer) sowie Anton der Zauberer bekannt. Er wirkte in vielen DDR-Fernsehproduktionen mit.
Nach der Wiedervereinigung war Wolff in Serien wie Tatort, Polizeiruf 110, Praxis Bülowbogen, Der Havelkaiser und Die Gerichtsreporterin zu sehen. Auch in Fernsehfilmen wie den beiden Frank Beyer-Produktionen Wenn alle Deutschen schlafen und Der Hauptmann von Köpenick konnte er sich als Charakterdarsteller etablieren. Er wirkte als Schauspieler vor der Kamera in über 200 Film-und-Fernsehproduktionen mit. 1999 wirkte er als Darsteller in Rosa von Praunheims Film Der Einstein des Sex mit. 2001 zog er sich im Alter von 81 Jahren nach einem Schlaganfall aus dem Berufsleben zurück.
Wolff galt als vielseitiger Episodendarsteller, in Hauptrollen war er aber nur selten zu sehen. Er war in der DDR auch als Chanson-Interpret (Die Rose war rot) oder Moderator im Fernsehen (Von Melodie zu Melodie) bekannt. Er arbeitete außerdem als Synchron-, Hörspiel/Hörbuch- und Kommentarsprecher in Dokumentarfilmen. Einem breiten Publikum dürfte Wolffs Stimme vor allem als Yoda in Star Wars: Episode I – Die dunkle Bedrohung vertraut sein.
Wolff war in seinen letzten Lebensjahren infolge eines schweren Schlaganfalls nahezu erblindet. Er starb in seinem langjährigen Wohnort Oranienburg. Er war seit 1952 in zweiter Ehe mit Mirjam Asriel verheiratet, die nur wenige Wochen vor ihm im Januar 2005 starb.
Sein Sohn Thomas Wolff ist ebenfalls als Schauspieler und Synchronsprecher tätig. Peter Wolff, der als Victor Beaumont im internationalen Film tätig war, war sein Halbbruder.

## Fotografische Darstellung Wolffs
- Barbara Morgenstern: Gerry Wolff[10]

## Filmografie (Auswahl)
- 1951: Roman einer jungen Ehe
- 1954: Stärker als die Nacht
- 1954: Geschichte einer Straße (Sprecher)
- 1954: Ludwig van Beethoven (Sprecher)
- 1955: Ernst Thälmann – Führer seiner Klasse
- 1956: Genesung
- 1956: Der Teufelskreis
- 1956: KgU – Kampfgruppe der Unmenschlichkeit (Sprecher)
- 1956: Maiparade 1956
- 1957: Bärenburger Schnurre
- 1957: Urlaub auf Sylt (Kurzfilm, Sprecher)
- 1957: Wo Du hin gehst ...
- 1957: Polonia-Express
- 1957: Gejagt bis zum Morgen
- 1957: Ick und die Berliner (Sprecher)
- 1958: Emilia Galotti
- 1958: Spuren, Wissenschaft und Paragraphen (Sprecher)
- 1958: Der Prozeß wird vertagt
- 1959: Maibowle
- 1960: Parole Freies Deutschland (TV)
- 1960: Fernsehpitaval: Der Fall René Levacher alias… (Fernsehreihe)
- 1961: Das Kleid
- 1961: Der Schwur des Soldaten Pooley
- 1961: Licht für Palermo (Sprecher)
- 1962: Ach, du fröhliche …
- 1962: Tanz am Sonnabend – Mord?
- 1962: Die Jagd nach dem Stiefel
- 1962: Die schwarze Galeere
- 1962: Die Entdeckungen des Julian Böll
- 1962: Revue um Mitternacht
- 1962: Wenn Du zu mir hältst
- 1962: Der Kinnhaken
- 1963: An französischen Kaminen
- 1963: Nackt unter Wölfen
- 1963: Jetzt und in der Stunde meines Todes
- 1963: For Eyes Only
- 1963: Die Spur führt in den 7. Himmel (TV-Film in fünf Teilen)
- 1964: Charlie & Co (Sprecher)
- 1964: Preludio 11
- 1965: Wenn du groß bist, lieber Adam
- 1965: Lots Weib
- 1965: Die antike Münze
- 1965: … nichts als Sünde (Synchronisation Gesang)
- 1967: Geschichten jener Nacht (Episode 1)
- 1968: Krupp und Krause (Fernsehmehrteiler)
- 1968: Schüsse unterm Galgen
- 1968: Frauen in Ravensbrück (Dokumentarfilm, Sprecher)
- 1969: Weiße Wölfe
- 1969: Mohr und die Raben von London
- 1970: Junge Frau von 1914 (Fernsehfilm)
- 1970: Tödlicher Irrtum
- 1970: Der Mörder sitzt im Wembley-Stadion (Fernseh-Zweiteiler)
- 1970: Zwei Briefe an Pospischiel (Fernsehmehrteiler)
- 1971: Anflug Alpha 1
- 1971: In Sachen Adam und Eva
- 1971: Osceola
- 1972: Tecumseh
- 1972: Polizeiruf 110 – Minuten zu spät (Fernsehreihe)
- 1973: Aus dem Leben eines Taugenichts
- 1973: Die Hosen des Ritters von Bredow
- 1973: Der Staatsanwalt hat das Wort: Die Kraftprobe (Fernsehreihe)
- 1973: Apachen
- 1974: Zum Beispiel Josef
- 1974: Orpheus in der Unterwelt
- 1974: Wahlverwandtschaften
- 1975: Im Netz
- 1975: Till Eulenspiegel
- 1976: Das Licht auf dem Galgen
- 1976: Beethoven – Tage aus einem Leben
- 1976: Die Bibliothekarin (TV)
- 1977: El Cantor (TV)
- 1977: ...inklusive Totenschein (TV)
- 1978: Anton der Zauberer
- 1979: Glück im Hinterhaus
- 1979: Des Henkers Bruder
- 1979: Das unsichtbare Visier: Insel des Todes (2. Teile)
- 1980: Der Baulöwe
- 1980: Die Heimkehr des Joachim Ott (Fernsehfilm)
- 1980: Die Schmuggler von Rajgrod
- 1980: Levins Mühle
- 1981: Der Spiegel des großen Magus
- 1982: Spuk im Hochhaus (Fernsehserie)
- 1982: Familie Rechlin (Fernsehfilm)
- 1982: Alexander der Kleine
- 1982: Der Prinz hinter den sieben Meeren
- 1982: Dein unbekannter Bruder
- 1982: Wenn’s donnert, blüht der Gummibaum (TV)
- 1983: Martin Luther
- 1984: Biberspur
- 1985: Die Gänse von Bützow
- 1986: Familie Neumann
- 1986: So viele Träume
- 1986: Das Buschgespenst (TV) – Regie: Vera Loebner
- 1987: Kiezgeschichten (Fernsehserie)
- 1988: Die Geschichte von der Gänseprinzessin und ihrem treuen Pferd Falada
- 1988: Barfuß ins Bett
- 1988: Stunde der Wahrheit
- 1989: Johanna (Fernsehserie)
- 1989: Die Tänzerin (Fernsehfilm)
- 1991: Ende der Unschuld (Fernsehfilm)
- 1991: Polizeiruf 110 – Ein verhängnisvoller Verdacht (Fernsehreihe)
- 1992: Karl May (Fernsehserie)
- 1995: Wenn alle Deutschen schlafen (Fernsehfilm)
- 1995–1996: Praxis Bülowbogen (Fernsehserie)
- 1996: Alarm für Cobra 11 (Fernsehserie)
- 1997: Der Hauptmann von Köpenick (Fernsehfilm)
- 1997: Tatort – Tod im Jaguar (Fernsehfilm)
- 1999: Der Einstein des Sex
- 2000: Jetzt oder nie – Zeit ist Geld
- 2001: Engel sucht Flügel (Fernsehfilm)
- 2001: Polizeiruf 110 – Seestück mit Mädchen (Fernsehreihe)

## Theater
- 1948: Herrmann Mostar: Der Zimmerherr (Jacob) – Regie: Wolfgang Böttcher (Theater am Schiffbauerdamm Berlin)
- 1950: Alexander Gergely: Der Fall Paul Eszterag – Regie: Fritz Wisten (Theater am Schiffbauerdamm Berlin)
- 1950: Augustin Moreto: Donna Diana – Regie: Fritz Wisten(Theater am Schiffbauerdamm Berlin)
- 1950: Johann Wolfgang von Goethe: Der Groß-Cophta – Regie: Franz Reichert (Theater am Schiffbauerdamm Berlin)
- 1951: Alfred Neumann nach Carlo Goldoni: Der Brauthandel – Regie: Kurt Jung-Alsen (Theater am Schiffbauerdamm Berlin)
- 1951: Herb Tank: Tanker Nebraska – Regie: Kurt Jung-Alsen (Theater am Schiffbauerdamm Berlin)
- 1952: Maxim Gorki: Feinde – Regie: Fritz Wisten (Theater am Schiffbauerdamm Berlin)
- 1952: Tirso de Molina: Die fromme Marta – Regie: Kurt Jung-Alsen (Theater am Schiffbauerdamm Berlin)
- 1952: William Shakespeare: Wie es euch gefällt (Amiens) – Regie: Falk Harnack (Theater am Schiffbauerdamm Berlin)
- 1955: Johann Wolfgang von Goethe: Götz von Berlichingen – Regie: Fritz Wisten (Volksbühne Berlin)
- 1956: Ulrich Becher: Feuerwasser (Antiquitätenhändler) – Regie: Fritz Wisten (Volksbühne Berlin)
- 1956: Jean-Paul Sartre: Nekrassow – Regie: Fritz Wisten (Volksbühne Berlin)
- 1957: Pierre Augustin Caron de Beaumarchais: Der tolle Tag oder Die Hochzeit des Figaro – Regie: Kurt Jung-Alsen (Volksbühne Berlin)
- 1957: Heiner Müller/Hagen Mueller-Stahl: Zehn Tage, die die Welt erschütterten – Regie: Hans-Erich Korbschmitt (Volksbühne Berlin)
- 1958: Johann Nestroy: Der Talisman – Regie: Franz Kutschera (Volksbühne Berlin)
- 1959: Herbert Keller: Begegnung 1957 – Regie: Hagen Mueller-Stahl (Volksbühne Berlin – Theater im 3. Stock)
- 1959: Hedda Zinner: Was wäre wenn … (Mann vom Film) – Regie: Otto Tausig (Volksbühne Berlin)
- 1959: Slátan Dudow/Michael Tschesno-Hell: Der Hauptmann von Köln (Sprachlehrer) – Regie: Otto Tausig (Volksbühne Berlin)
- 1959: Joseph Kosma Die Weber von Lyon (Sprecher Prolog) – Regie: Lilo Gruber (Deutsche Staatsoper Berlin)
- 1960: Ludwig Thoma: Moral – Regie: Ernst Kahler (Volksbühne Berlin)
- 1960: Bertolt Brecht/Paul Dessau: Die Verurteilung des Lukullus (Sprecher) – Regie: Ruth Berghaus/Erhard Fischer (Deutsche Staatsoper Berlin)
- 1960: Lion Feuchtwanger: Vasantasena – Regie: Horst Schönemann (Maxim-Gorki-Theater Berlin)
- 1960: Hans Pfeiffer: Zwei Ärzte (Kriminalinspektor) – Regie: Thomas Ruschin (Volksbühne Berlin – Theater im 3. Stock)
- 1961: Erich Engel nach Robert Adolf Stemmle: Affäre Blum (Rechtsanwalt) – Regie: Hagen Mueller-Stahl (Volksbühne Berlin)
- 1965: Sergaj Prokofjef: Der feurige Engel (Chronikschreiber) – Regie: Heinz Rückert (Deutsche Staatsoper Berlin)
- 1985: Wladimir Tendrjakow: Sechzig Kerzen (Jetschowin)  – Regie: Barbara Abend (Theater im Palast)

## Hörspiele
- 1951: Oleksandr Kornijtschuk: Der Chirurg – Regie. Werner Stewe (Berliner Rundfunk)
- 1953: Maximilian Scheer: Die Rosenbergs (Julius Rosenberg) – Regie: Maximilian Scheer (Berliner Rundfunk)
- 1953: Friedrich Wolf: Krassin rettet Italia – Regie: Joachim Witte (Hörspiel – Berliner Rundfunk)
- 1953: Nikolai Gogol: Die toten Seelen (Erzähler) – Regie: Richard Hilgert (Hörspiel – Berliner Rundfunk)
- 1955: Anna Seghers: Das siebte Kreuz (Kress) – Regie: Hedda Zinner (Rundfunk der DDR)
- 1957: Wsewolod Wischnewski: Die Straße des Soldaten (Erzähler) – Regie: Wolfgang Schonendorf (Rundfunk der DDR)
- 1958: Rolf Schneider: Widerstand – Regie: Wolfgang Brunecker (Rundfunk der DDR)
- 1959: Anna und Friedrich Schlotterbeck: Stürmische Tage (Sprecher) – Regie: Helmut Hellstorff (Rundfunk der DDR)
- 1959: Rolf Schneider: Zimmer 112 – Regie: Theodor Popp (Rundfunk der DDR)
- 1960: Rolf Schneider: Affären (Goetz) – Regie: Werner Stewe (Hörspiel – Rundfunk der DDR)
- 1962: Mark Twain: Tom Sawyers großes Abenteuer (Sprecher) – Regie: Karl-Heinz Möbius (Kinderhörspiel – Litera)
- 1962: Gerhard Stübe: Das Südpoldenkmal (Dr. Wilson) – Regie: Fritz Göhler (Hörspiel – Rundfunk der DDR)
- 1962: Rolf Schneider: 25. November. New York (Erzähler) – Regie: Helmut Hellstorff (Hörspiel – Rundfunk der DDR)
- 1963: Rolf Gumlich/Ralph Knebel: Zwischenbilanz (Erzähler) – Regie: Helmut Hellstorff (Rundfunk der DDR)
- 1963: Brüder Grimm: Schneeweißchen und Rosenrot (Bär/Förster) – Regie: Karl-Heinz Möbius (Kinderhörspiel – Litera)
- 1964: Karel Michael Walló: Die kluge Prinzessin (König) – Regie: Andreas Bauer (Kinderhörspiel – Litera)
- 1967: James Fenimore Cooper: Der letzte Mohikaner (Heyward) – Regie: Dieter Scharfenberg
- 1967: Gerhard Stübe: John Reed. Dramatische Chronik in drei Teilen (Walther Lippmann) – Regie: Fritz Göhler (Hörspiel – Rundfunk der DDR)
- 1968: Hans Pfeiffer: Dort unten in Alabama (Friedlaender) – Regie: Wolfgang Brunecker (Hörspiel – Rundfunk der DDR)
- 1968: Hellmut Butterweck: Das Wunder von Wien (Erzähler) – Regie: Hans Knötzsch (Rundfunk der DDR)
- 1971: Maximilian Scheer: Der Weg nach San Rafael – Regie: Wolfgang Schonendorf (Hörspiel – Rundfunk der DDR)
- 1971: Heinrich Mann: Die Jugend des Königs Henri Quatre – Regie: Fritz Göhler  (Hörspiel – Rundfunk der DDR)
- 1971: Heinrich Mann: Die Vollendung des Königs Henri Quatre – Regie: Fritz Göhler (Hörspiel – Rundfunk der DDR)
- 1976: Mark Twain: Die Abenteuer des Huckleberry Finn (Erzähler) – Regie: Theodor Popp (Kinderhörspiel – Litera)
- 1977: Gert Prokop: Vom Nachtigallenkönig und der Prinzessin mit dem haselnußbraunen Haar (Erzähler) – Regie: Karin Lorenz (Kinderhörspiel – Litera)
- 1981: Ingeborg Feustel: Das Märchen von der Maus mit der Grashalmflöte und andere Geschichten für Kinder (Erzähler) – Regie: Albrecht Surkau (Kinderhörspiel – Litera)
- 1983: Lion Feuchtwanger: Erfolg (Erzähler) – Regie: Werner Grunow (Hörspiel – Rundfunk der DDR)
- 1989: Brüder Grimm: Hänsel und Gretel (Erzähler) – Regie: Werner Buhss (Kinderhörspiel – Litera)
- 1993: Guido Koster: Im Viertel des Mondes (Moskowitz) – Regie: Karlheinz Liefers (Hörspiel – DS-Kultur/SFB)
- 1994: Christian Hussel: Die Mühle auf dem Meeresgrund – Regie: Rainer Clute (Kinderhörspiel – DLR Berlin)
- 2002: Aladdin: Das Original-Hörspiel zum Film, Kiddinx Entertainment
- 2005: Star Wars – Die dunkle Bedrohung: Episode I: Original-Hörspiel zum Film, UNIVERSAL MUSIC, ISBN 978-3-89945-931-9

## DVDs
- Nackt unter Wölfen. 118 Minuten, s/w, mit einem Interview mit Gerry Wolff (19 Min.), Icestorm Entertainment.

## CDs
- Mark Twain: Tom Sawyers großes Abenteuer. Hörbuch, Sprecher: Gerry Wolff, 2000 (Aufnahme: 1962), ISBN 3-89830-171-0.
- Mark Twain: Huckleberry Finn. Hörbuch, Sprecher: Gerry Wolff, 2000 (Aufnahme: 1965), ISBN 3-89830-173-7.
- Jüdische Witze. Hörbuch, erzählt von Angelika Waller und Gerry Wolff, 1999, ISBN 3-359-01019-1.
- Das Puzzle. (als Friedrich Engels) 2003; Hörbuch nach Roman von Norbert Viertel über das Verschwinden des Berliner Marx-Engels Denkmals 1989 und das Auftauchen zweier seltsamer alter Männer in der DDR – Übergangszeit, 18 weitere Sprecher, darunter Jaecki Schwarz und Dieter Mann, ISBN 3-930064-14-6.

## Schallplatten
- 1962: Ich küsse Ihre Hand, Madame / Melancholie (Single, VEB Deutsche Schallplatten Berlin – AMIGA 4 50 320).
- 1966: Die Rose war rot / Mond über dem Mekong (Single, VEB Deutsche Schallplatten Berlin – AMIGA 4 50 565).
- 1967: Die Augen der Kinder / Hava Nagila (Single, VEB Deutsche Schallplatten Berlin – AMIGA 4 50 605).
- 1969: Porträt in Noten (AMIGA – 855171).
- 1972: Die betrunkene Sonne Sprecher (Nova – 885019).

## Synchronrollen (Auswahl)

### Filme
- 1955: Frank Sinatra als Alfred in … und nicht als ein Fremder
- 1980: Vlastimil Brodský als Dr. Flanke in Aber Doktor
- 1985: Andrea Checchi als Baron Professor Marcello Rossi in Zehn Italiener für einen Deutschen
- 1992: Douglas Seale als Sultan von Agrabah in Aladdin
- 1993: Ian Abercrombie als Wiseman in Armee der Finsternis
- 1994: Otis Harlan als Happy in Schneewittchen und die sieben Zwerge
- 1994: Henryk Bista als Herr Löwenstein in Schindlers Liste
- 1994: James Whitmore als Brooks Hatlen in Die Verurteilten
- 1997: Henry Travers als Eugene Curie in Madame Curie
- 1998: Patrick Godfrey als Leonardo da Vinci in Auf immer und ewig
- 1999: Frank Oz als Yoda in Star Wars: Episode I – Die dunkle Bedrohung
- 2001: Jeff Bennett als Jock in Susi und Strolch 2: Kleine Strolche – Großes Abenteuer!

### Serien
- 1991: John Abineri als Delage in Jim Bergerac ermittelt
- 1994: Leo Genn als Sir Hugo Chalmers in Die 2
- 1994: Vincent Gardenia als Bellini in Die Seaview – In geheimer Mission
- 1997: William Hickey als Harlan Hawkes in Outer Limits – Die unbekannte Dimension